# Jacques Bondon
Jacques Laurent Jules Désiré Bondon (ur. 6 grudnia 1927 w Boulbon w departamencie Delta Rodanu, zm. 2 kwietnia 2008 w Coulommiers w departamencie Sekwana i Marna) – francuski kompozytor.

## Życiorys
W młodości uczył się gry na skrzypcach oraz malarstwa. W 1945 roku wyjechał do Paryża, gdzie początkowo uczęszczał do École César Franck, a następnie kształcił się w Konserwatorium Paryskim u Georges’a Dandelota, Charles’a Koechlina, Dariusa Milhauda i Jeana Riviera. Od 1963 roku był członkiem komitetu muzycznego przy ORTF. W 1981 roku objął funkcję dyrektora konserwatorium im. Georges’a Bizeta w Paryżu. Otrzymał nagrodę im. Henriego Dauberville’a, przyznawaną przez Institut de France (1979).
Tworzył kompozycje w stylu późnoromantycznym, o klarownej treści i formie. Skomponował utwór na otwarcie X Zimowych Igrzysk Olimpijskich w Grenoble w 1968 roku.

## Wybrane kompozycje
(na podstawie materiałów źródłowych).

### Utwory orkiestrowe
- La coupole (1953)
- Le taillis ensorcéle (1954)
- Koncert na fale Martenota i orkiestrę (1955)
- Concert de printemps (1957)
- Suite indienne (1958)
- Giocoso na skrzypce i smyczki (1960)
- Fleurs de feu (1964)
- Concerto de Mars na gitarę i orkiestrę (1965)
- Ivanhoë (1966)
- Concerto de Molines na skrzypce i orkiestrę (1967)
- Symphonie latine (1973)
- Chant et danse na puzon i małą orkiestrę (1974)
- Concerto solaire na 7 instrumentów dętych blaszanych i orkiestrę (1974)
- Lumières et formes animées na smyczki (1974)
- Concerto d’octobre na klarnet i smyczki (1976)
- Concerto con fuoco na gitarę i smyczki (1980)
- Concerto pour un ballet na flet i orkiestrę (1982)
- Trois images concertantes na fagot i orkiestrę (1982)
- Concerto cantabile na wiolonczelę i orkiestrę (1995)
- Concerto vivo na harfę i orkiestrę (1997)
- Concerto deciso na puzon i orkiestrę (1997)
- Concerto des offrandes na klarnet i orkiestrę (1998)
- Koncert fortepianowy (1999)

### Utwory kameralne
- Sonatine d’ete na skrzypce i fortepian (1953)
- Kaléidoscope na zespół kameralny (1957)
- Kwartet smyczkowy (1959)
- Le Maya na 10 perkusistów, fale Martenota i harfę (1965)
- Le soleil multicolore na flet, altówkę i harfę (1970)
- Swing No. 1 na flet i harfę (1972)
- Swing No. 2 na gitarę (1972)
- Musique pour un jazz différent na kwartet perkusyjny (1973)
- Symphonie concertante na 11 instrumentów (1978)
- Le tombeau de Schubert na kwartet smyczkowy i fortepian (1979)
- Movimenti na klarnet i kwartet saksofonowy (1980)
- Lever du jour na trąbkę i organy (1982)
- Les folklores imaginaires No. 1 na kwintet dęty (1985)
- Les folklores imaginaires No. 2 na gitarę, flet i skrzypce (1986; także wersja na fortepian, flet i skrzypce)
- Les folklores imaginaires No. 3 na 2 gitary (1989)
- Musiques pour un regard na sekstet smyczkowy (1988)
- Sonate à cinq na flet, harfę, skrzypce, altówkę i wiolonczelę (1992)
- Sinfonia na 16 instrumentów (1993)
- Danses fantastiques na skrzypce i fortepian (1996)

### Utwory wokalno-instrumentalne
- Le pain de serpent na sopran i zespół kameralny (1957)
- oratorium Le résurrection na 4 solistów, chór i orkiestrę (1975)
- Les monts de l’étoile na sopran i kwartet smyczkowy (1977; także wersja na sopran i orkiestrę 1978)
- oratorium Le chemin de croix na 3 solistów, chór i orkiestrę (1989)

### Opery
- La nuit foudroyée (1964)
- Mélusine au rocher (1964, wyst. Luksemburg 1969)
- Les arbres (1969)
- Ana et l’albatros (wyst. Metz 1970)
- I-330 (1974, wyst. Nantes 1975)